# The End of Yesterday
『The End of Yesterday』（ジ・エンド・オブ・イエスタデイ）は、ELLEGARDENの6作目のスタジオ・アルバムである。
2022年12月21日発売。

## 概要
前作『ELEVEN FIRE CRACKERS』より、活動休止期間を挟んで約16年ぶりのアルバムとなった。フルアルバムとしては6枚目となる。全曲がアメリカ・ロサンゼルスで作曲・レコーディングされている。
活動再開直後は旧譜をずっと聴き続けてくれたファンのためにもライブでは昔の曲を演奏し続けていた。その後細美の中でこのまま懐メロバンドになっていくことに疑問を感じ、現役のバンドとして走っていくためにもELLEGARDENでの新曲制作を考えるようになる。
アルバム制作の計画自体は2021年年初にメンバー4人で細美の家で飲み会を行った際から動き出しており、スケジュール調整が行われ2022年からの本格始動が決まった。
2022年2月から5月にかけて細美武士が単独でロサンゼルスに行き、現地で作曲を行った。
2022年7月と2022年9-10月にはメンバー全員とスコット・マーフィー(MONOEYES)でロサンゼルスに行き、共同生活をしながらレコーディングを行った。
細美が約3か月間ロサンゼルスで作曲した約120曲のうち、11曲がレコーディングされた。
活動休止前の作品と違いBPMの速いナンバーやパンク調の曲が少なくなっているが、これは「そういう曲は前の曲をやればよくて、焼き直しをしたいわけではない」という細美の考えによるものである。
細美は本作を「自身の人生の中で最高傑作」としている。
2023年3月から8月にかけて本アルバムを引っ提げたライブハウスツアー「The End of Yesterday Tour 2023」を全国36会場で開催。7月から8月にはアリーナ＆野外スタジアムツアー「Get it Get it Go! SUMMER PARTY 2023」を開催。ファイナルは2018年8月の再始動ライブ以来約5年ぶりにZOZOマリンスタジアムで行われた。

## 収録曲
| 全作詞・作曲: 細美武士。 |                                |          |            |
| #                        | タイトル                       | 作詞     | 作曲・編曲 |
| 1.                       | 「Mountain Top」               | 細美武士 | 細美武士   |
| 2.                       | 「Breathing」                  | 細美武士 | 細美武士   |
| 3.                       | 「ダークファンタジー」         | 細美武士 | 細美武士   |
| 4.                       | 「Strawberry Margarita」       | 細美武士 | 細美武士   |
| 5.                       | 「Bonnie and Clyde」           | 細美武士 | 細美武士   |
| 6.                       | 「瓶に入れた手紙」             | 細美武士 | 細美武士   |
| 7.                       | 「Firestarter Song」           | 細美武士 | 細美武士   |
| 8.                       | 「チーズケーキ・ファクトリー」 | 細美武士 | 細美武士   |
| 9.                       | 「10am」                       | 細美武士 | 細美武士   |
| 10.                      | 「Perfect Summer」             | 細美武士 | 細美武士   |
| 11.                      | 「Goodbye Los Angeles」        | 細美武士 | 細美武士   |

## 曲解説
1. Mountain Top
1st配信限定シングル。
2022年9月9日に開催された「BAND OF FOUR -四節棍-」のアンコールで初披露された。
アメリカから帰国後に細美がメンバーに聴かせた最初の楽曲である。
2. Breathing
「Mountain Top」「Strawberry Margarita」とともに7月にレコーディングされた。
2023年3月から8月に行われた全国ツアー及び合間に出演したフェスのすべてで1曲目に演奏された。
3. ダークファンタジー
「The End of Yesterday」ツアーでのみ演奏された。
4. Strawberry Margarita
2nd配信限定シングル。
5. Bonnie and Clyde
「The End of Yesterday」ツアーでのみ演奏された。
6. 瓶に入れた手紙
歌詞の内容に関して細美は「1番は現在の自分、2番は16歳のころの自分の視点になっている」と語っている。
「The End of Yesterday」「Get it Get it Go! SUMMER PARTY 2023」両ツアーで演奏された。
7. Firestarter Song
「The End of Yesterday」ツアーでのみ演奏された。
8. チーズケーキ・ファクトリー
2022年12月28日に出演した「RADIO CRAZY 2022」でライブ初披露された。
2023年7月から8月に行われるツアー「Get it Get it Go! SUMMER PARTY 2023」のタイトルはこの曲の歌詞から引用されている。
9. 10am
「The End of Yesterday」ツアーでは公演によってはセットリストから外れる日が存在した。
10. Perfect Summer
「The End of Yesterday」「Get it Get it Go! SUMMER PARTY 2023」両ツアーで演奏された。
11. Goodbye Los Angeles
アルバムタイトルである「The End of Yesterday」が歌詞に登場する。
細美がLAでの作曲期間で最後に書いた楽曲。
2023年3月から8月に行われた全国ツアーでは主にアンコールで演奏された。